# Caucaea radiata
Caucaea radiata är en orkidéart som först beskrevs av John Lindley, och fick sitt nu gällande namn av Rudolf Mansfeld. Caucaea radiata ingår i släktet Caucaea och familjen orkidéer. Inga underarter finns listade i Catalogue of Life.